# Iván Bolado
Iván Bolado Palacios (Santander, 3 de julho de 1989) é um futebolista profissional guineense que atua como atacante.

## Carreira
Iván Bolado representou o elenco da Seleção Guinéu-Equatoriana de Futebol no Campeonato Africano das Nações de 2015.